# August Gottlieb Meißner
 (juillet 2025).
Si vous disposez d'ouvrages ou d'articles de référence ou si vous connaissez des sites web de qualité traitant du thème abordé ici, merci de compléter l'article en donnant les références utiles à sa vérifiabilité et en les liant à la section « Notes et références ».
August Gottlieb Meißner est un romancier allemand, né à Bautzen en 1753 et mort en 1807. 

## Biographie
Successivement expéditionnaire, puis archiviste à la chancellerie de Dresde, professeur de littérature à Prague (1785), Meißner est chargé, en 1805, de diriger les écoles supérieures de Fulde et reçut alors du prince de Nassau le titre de conseiller consistorial. 
Il commence à se faire connaître dans les lettres en traduisant quelques opéras-comiques français ; mais il abandonne bientôt le rôle de traducteur pour composer des œuvres originales, où l’on trouve de l’esprit, de l’imagination, un style ingénieux et vif, parfois, il est vrai, un peu recherché ou négligé, et une grande habileté dans la composition des plans. Meißner a introduit en Allemagne le roman historique, genre qu’il a emprunté à la France et qu’il a cultivé avec un plein succès. 

## Œuvres
Ses publications se composent de 36 volumes parmi lesquelles : Alcibiade (1781-1788, 4 vol. in-8°), Bianca Capello (1785, 2 vol.), Masaniello, 1784, in-8°), qui ont été traduits ou imités plusieurs fois en français ; Histoire de la famille Frinck (1779) ; Contes et dialogues (1781-1789, in-8°), traduits en français sous le titre de Contes moraux (1802) ; Tableaux historiques et pittoresques de la Bohême (1798) ; Vie d’Epaminondas (179S-1801, 2 vol.) ; un drame intitulé Jean de Souabe (1780) ; un recueil de légendes nouvelles sous le titre d’Esquisses (1778-1796), traduit en français. Les Fragments pour servir à la vie du maître de chapelle Naumann (1803, 2 vol.) sont cités comme la meilleure production de cet écrivain.